# Ursula Maes
Ursula Maes, gebürtig Ursula Sandmann, (* 11. Februar 1921 im Deutschen Reich; † nach 1960) war/ist eine deutsche Kostümbildnerin.

## Leben und Wirken
Über Ursula Maes’ Herkunft ist kaum etwas bekannt. Nach ihrer Ausbildung in der Frühphase des Zweiten Weltkriegs wurde die gebürtige Ursula Sandmann bereits als Zwanzigjährige von der Bavaria-Filmkunst fest übernommen. Ihre ersten Entwürfe lieferte die Nachwuchskostümbildnerin für Helmut Käutners Inszenierung Anuschka. Seit ihrer Heirat (vermutlich 1943 oder 1944) designte sie unter dem Namen Ursula Maes. Sie blieb auch nach 1945 weiterhin in München ansässig und war eine prominente Vertreterin ihres Berufsstandes beim bundesrepublikanischen Kino der Adenauer-Ära. 
Bis 1957 war Ursula Maes an einer Fülle von zum Teil hochrangiger und ambitionierter Unterhaltung (darunter publikumsträchtige Kassenfüller wie Sauerbruch – Das war mein Leben und Bildnis einer Unbekannten) beteiligt. Sie entwarf kostspielige Roben und Kleider für ebenso teure wie kostümrauschende Historienstoffe vom Schlage Ludwig II., Frauen um Richard Wagner und den zum Teil in München entstandenen Lola Montez-Film von Max Ophüls, aber auch zu minder wichtigen Melodramen und Heimatfilmen. 1957 zog sich Ursula Maes quasi über Nacht aus dem Filmgeschäft zurück und gründete in ihrem Wohnort Grünwald bei München mit einem Kompagnon eine eigene Firma.

## Filmografie
- 1941: Anuschka
- 1942: Das große Spiel
- 1942: Einmal der liebe Herrgott sein
- 1942: Der Hochtourist
- 1943: Die keusche Sünderin
- 1944: Orient-Express
- 1944/49: Dreimal Komödie
- 1944/50: Die Schuld der Gabriele Rottweil
- 1949: Der blaue Strohhut
- 1950: Vom Teufel gejagt
- 1950: Die fidele Tankstelle
- 1950: Begierde
- 1951: Mutter sein dagegen sehr!
- 1951: Der letzte Schuß
- 1952: Ich heiße Niki
- 1952: Der Weibertausch
- 1952: Der eingebildete Kranke
- 1952: Vater braucht eine Frau
- 1952: Der Mann auf dem Drahtseil (Man on a Tightrope)
- 1953: Salto Mortale
- 1953: Skandal im Mädchenpensionat
- 1953: Man nennt es Liebe
- 1953: Das unsichtbare Netz (Night People)
- 1953: Rummelplatz der Liebe
- 1954: Sauerbruch – Das war mein Leben
- 1954: Bildnis einer Unbekannten
- 1954: Ludwig II.
- 1955: Frauen um Richard Wagner (Magic Fire)
- 1955: Lola Montez
- 1955: Der Fischer vom Heiligensee
- 1955: Das Forsthaus in Tirol
- 1956: Vergiß, wenn Du kannst
- 1956: Heiße Ernte
- 1956: Zwei Bayern in St. Pauli
- 1957: Schütze Lieschen Müller
- 1957: Vater, unser bestes Stück
- 1957: Der gläserne Turm